# Shimada Shigetarō

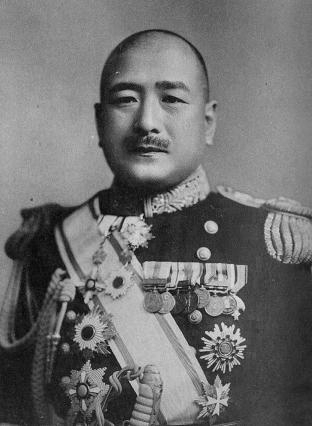
Shimada Shigetarō

Shimada Shigetarō (jap. 嶋田 繁太郎; * 24. September 1883 in Tokio; † 7. Juni 1976 ebenda) war einer der Kommandeure der Kaiserlich Japanischen Marine während des Zweiten Weltkriegs.

## Leben
Als Absolvent der japanischen Marineakademie machte er in der kaiserlich-japanischen Marine Karriere, wo er bis zum Admiral befördert wurde. Vor dem Zweiten Weltkrieg hatte Shimada einige Positionen in der Marineleitung inne, er war unter anderem Kommandeur der China-Regionalflotte und Vizechef des Admiralstabes. Unter Tōjō Hideki wurde er 1941 Marineminister. In dieser Funktion hatte Shimada Kenntnis von dem Angriffsplan auf Pearl Harbor und stimmte seiner Durchführung zu.
Als Marineminister war er aufgrund seiner Kritiklosigkeit und seines unterwürfigen Verhaltens einer von Tōjōs treuesten Untergebenen. Diese Loyalität machte ihn bei einer großen Anzahl von Offizieren in der japanischen Marine unbeliebt. Einige seiner Gegner gaben ihm Spitznamen wie “Yurufun” (deutsch: „schlaffe Unterhose“) oder „Tojo's Teejunge“. Trotz seiner Unbeliebtheit konnte er im Februar 1944 seine Karriere weiter fortsetzen, als er anstelle des abgesetzten Nagano Osami zum Chef des Marinegeneralstabs ernannt wurde. Da er auch weiterhin die Funktion des Marineministers bekleidete, hatte er nun die absolute Befehlsgewalt über die japanische Marine.
Über diesen Aufstieg waren seine Feinde in der Marine und am kaiserlichen Hof so verärgert, dass sie ständig Kaiser Hirohito mit der Forderung bedrängten, Shimada abzusetzen. Dies taten sie vor allem mit dem Verweis auf die Tatsache, dass die japanische Flotte jede Seeschlacht unter seinem Kommando verlor. Kurz nach dem Fall von Saipan im Juli 1944 machte Kaiser Hirohito seine Kritik dem Premierminister Tōjō Hideki deutlich. Dieser bat unverzüglich um den Rücktritt Shimadas, welcher der Forderung sofort nachkam. Das konnte aber die Absetzung Tōjōs dennoch nicht verhindern. Für den Rest des Krieges war Shimada wie sein Vorgänger Nagano Osami ein „Berater der Regierung“.
Shimada wurde 1945 nach dem Ende des Zweiten Weltkrieges durch die Alliierten verhaftet und in den Tokioter Prozessen als Kriegsverbrecher angeklagt. Er wurde einer Reihe von Kriegsverbrechen für schuldig befunden und zu lebenslanger Haft verurteilt. 1955 wurde er jedoch amnestiert und freigelassen.